# Сельское поселение «Тыргетуйское» (Забайкальский край)
Се́льское поселе́ние «Тыргетуйское» — муниципальное образование в Карымском районе Забайкальского края Российской Федерации.
Административный центр — село Тыргетуй.

## История
Статус и границы сельского поселения установлены Законом Читинской области от 19 мая 2004 года «Об установлении границ, наименований вновь образованных муниципальных образований и наделении их статусом сельского, городского поселения в Читинской области».

## Население
| 2010  | 2011  | 2012  | 2013  | 2014  | 2015  | 2016  |
| ----- | ----- | ----- | ----- | ----- | ----- | ----- |
| 2405  | ↘2397 | ↘2379 | ↗2392 | ↘2369 | ↘2357 | ↘2347 |
| 2017  | 2018  | 2019  | 2020  | 2021  |       |       |
| ↘2320 | ↘2316 | ↘2298 | ↘2272 | ↘1642 |       |       |

## Состав сельского поселения
| № | Населённый пункт | Тип населённого пункта       | Население |
| - | ---------------- | ---------------------------- | --------- |
| 1 | Кумахта          | село                         | ↘95       |
| 2 | Тыргетуй         | село, административный центр | ↘1004     |
| 3 | Шара-Горохон     | село                         | ↘1153     |